# H. August Stadelmann
Heinrich August Stadelmann (* 17. März 1847 in Hannover; † 23. Juni 1902 in Dresden) war ein deutscher Buchbinder, Schriftsteller und Fotograf.

## Leben
Der in der Residenzstadt des Königreichs Hannover als Sohn des Bürgers Heinrich Friedrich Wilhelm Stadelmann geborene Heinrich August Stadelmann durchlief nach seinem Schulbesuch eine Lehre als Buchbinder und ging anschließend auf Wanderschaft. In der Gründerzeit des Deutschen Kaiserreichs übernahm er 1874 das Geschäft seines Vaters.
Spätestens Anfang der 1890er Jahre lebte Stadelmann als Fotograf in Dresden. In den fotografischen Sammlungen des Stadtarchivs Dresden findet sich aus seinem Werk ein 1894/95 datiertes Lichtbild, beschrieben auf dem Portal photo.dresden.de als „Verkaufspersonal der Central-Verkaufsstelle des Görlitzer Waren-Einkaufs-Verein zu Dresden, Geschäftsräume Trabantengasse 7“.
Stadelmann betrieb ein fotografisches Atelier im Dresdner Bischofsweg 56.
Sein Sohn Louis Karl Stadelmann wurde wie er ebenfalls Fotograf.

## Werke (Auswahl)
Schriften:
- In Freud und Leid, Gedichte, 1886[3]